# Hartmut Ellrich
Hartmut Ellrich (* 10. August 1970 in Mannheim) ist ein deutscher Historiker, Buchhändler und freier Journalist.

## Leben
Hartmut Ellrich ist 1970 in Mannheim geboren und auch dort aufgewachsen. Am Peter-Petersen-Gymnasium – dem heutigen Johanna-Geissmar-Gymnasium – hat er 1990 Abitur gemacht und von 1991 bis 1996 an der Universität Mannheim Mittlere und Neuere Geschichte und Politische Wissenschaften studiert. 1999 schloss Ellrich sein Studium an der Friedrich-Schiller-Universität Jena ab. Hier war er 1998/1999 am Ausstellungsprojekt „Die Revolution von 1848/49 in Thüringen“ von Hans-Werner Hahn beteiligt. Von 2000 bis 2002 wirkte Ellrich als wissenschaftlicher Mitarbeiter bei Wolfram Siemann am Lehrstuhl für Neueste Geschichte und Zeitgeschichte der Ludwig-Maximilians-Universität München.
Nach Thüringen zurückgekehrt war Hartmut Ellrich als Mitarbeiter von Konrad Scheurmann bei der Zweiten Thüringer Landesausstellung Thüringen – Land der Residenzen beschäftigt. Hier gestaltete er die Ausstellungseinheit „Protestantischer Kirchenbau in Thüringen“. Parallel entstand 2003 die erste von mittlerweile über 20 kultur- und architekturgeschichtlichen Publikationen, unter anderem über Johann David Weidner und das Mannheimer Schloss. Seit 2004 ist Ellrich selbständiger, freiberuflicher Historiker und Buchhändler in Ohrdruf (Firma Historisches Projektmanagement & Buchhandlung am Bachhaus e.K.). Er veranstaltet Kulturfahrten („Ellrichs KulTouren“), macht Stadtführungen und wirkt in Lesungen.
In seiner Freizeit engagiert sich Ellrich als Ortskurator der Deutschen Stiftung Denkmalschutz für Gotha und das Gothaer Land. Ein weiterer Schwerpunkt bildet die ehrenamtliche Arbeit für die deutschsprachige evangelisch-lutherische St. Christophori-Gemeinde Breslau/Wrocław.
2011 wirkte Ellrich als Studiogast in der SWR-Talkshow SamstagAbend mit.

## Projekte (Auswahl)
- 2007: Mitarbeit am Buch Barockschloss Mannheim der Staatlichen Schlösser & Gärten Baden-Württemberg, in Vorbereitung der Eröffnung des Schlossmuseums Mannheim
- 2008: Projektmitarbeiter von Konrad Scheurmann bei der Ausstellung Europäische Einblicke – Das Haus Sachsen-Coburg und Gotha, Thüringen und das Königreich Belgien der Thüringer Aufbaubank in Brüssel (Schirmherrschaft des belgischen Königs) mit Antje Vanhoeven.[17]
- 2010/2011: Ausschreibungsunterlagen zur Neugestaltung des Lutherhauses Eisenach im Auftrag der Evangelischen Kirche in Mitteldeutschland (EKM)
- 2013: Mitarbeit am Ausstellungskatalog Die Wittelsbacher am Rhein[18][19]
- 2015: Vortrag und Tagungsbeitrag der SPSG-Tagung Neubeginn und Tradition. Monarchisches Erbe in Politik und Staat der DDR und der Bundesrepublik Deutschland in Schloss Schönhausen in Berlin.[20][21][22]
- 2017: Organisation und Durchführung des VMT-Seniorentags 2017 in Weimar[23][24]

## Veröffentlichungen (Auswahl)
- Ohrdruf und Umgebung. Erfurt 2003.
- Bilder aus dem Ohratal. Erfurt 2004.
- Leben und Wohnen zwischen Ohra und Apfelstädt. Erfurt 2005.
- mit Theophil Heinke und Karsten Hoerenz: Zwischen Hörsel und wilder Gera. Die Kirchen der Superintendentur Waltershausen-Ohrdruf. Weimar 2005
- Das Mannheimer Schloss. Erfurt 2006.[25]
- Bach in Thüringen. Erfurt 2006.
- Schloss- und Residenzkirchen in Thüringen. Weimar 2007.[26]
- Die schönsten Kirchen in Thüringen. Leipzig 2007.
- Mannheim – Rundgänge durch die Geschichte. Erfurt 2007.
- Das historische München. Petersberg 2008.
- Dresden 1933 bis 1945. Der historische Reiseführer. Berlin 2008.[27][28]
- Das Berliner Schloss. Petersberg 2008.[29]
- Das historische Stuttgart. Petersberg 2009.[30]
- Potsdam Stadtführer. Petersberg 2009.
- Potsdam Guide. Petersberg 2009.
- Spurensuche Luther in Thüringen. Erfurt 2009.
- Das historische Heidelberg. Petersberg 2009.[31]
- Waldhof, Luzenberg & Gartenstadt. Ein historischer Streifzug. Erfurt 2010.[32]
- Streifzüge durch die Kurpfalz. Karlsruhe 2010.[33][34]
- Die Staufer. Petersberg 2011.
- Die Salier. Petersberg 2011.[35]
- Die Frauen der Reformatoren. Petersberg 2012.[36]
- Auf den Spuren von Lucas Cranach d. Ä. Erfurt 2012.[37]
- Potsdamer Leben zur Kaiserzeit. Erfurt 2013.[38]
- mit Alexander Wischniewski: Barockschloss Mannheim. Geschichte und Geschichten. Karlsruhe 2013.[39][40]
- Die Wittelsbacher in Bayern und am Rhein. Petersberg 2014.[41]
- mit Michael Imhof: Das Haus Windsor und seine deutsche Herkunft. Petersberg 2014.[42]
- Potsdam zur Kaiserzeit. Eine Zeitreise in alten Fotografien. Erfurt 2015.[43]
- Stadtführer Ohrdruf. Petersberg 2015.[44]
- Der deutsche Adel im 20. und 21. Jahrhundert. Petersberg 2017.[45][46][47]
- Mannheim. Stadtführer. Mitteldeutscher Verlag, Halle (Saale) 2018, ISBN 978-3-95462-992-3.

## Zeitungsartikel (Auswahl)
- 2005: Über Schloss Friedrichswerth[48]
- 2013: Über Schloss Reinhardsbrunn[49]
- 2013: Über Schloss Braunshardt[50]
- 2017: Die Predigten des Tafelaltars[51]